# Фаджр (кінофестиваль)
Міжнародний кінофестиваль «Фаджр» (перс. جشنواره بین المللی فیلم فجر), також Кінофестиваль «Фаджр» (перс. جشنواره فیلم فجر) — щорічний міжнародний кінофестиваль, що проходить в столиці Ірану, місті Тегерані.
Кінофестиваль був заснований Міністерством культури та ісламської орієнтації Ірану в 1983 році. Перше відкриття фестивалю відбулося 1 лютого 1983 року. З 1983 року проводиться щорічно напередодні річниці ісламської революції в Ірані. Починаючи з 1995 року до конкурсної програми включені іноземні фільми і фестиваль оголошений міжнародним.
Фільми фестивалю демонструються не лише в тегеранських кінозалах, але і в центрах деяких провінцій та у великих містах.
З 2015 року конкурсна програма фестивалю розділена на міжнародну та національну категорії.
Символом кінофестивалю є міфічний птах Сімург. Головна премія кінофестивалю «Кришталевий Сімург» (перс. سیمرغ بلورین) вручається за вибором журі як у міжнародних, так і в національних категоріях.

## Нагороди

### Міжнародні
Міжнародна панорама:
- Кришталевий Сімург за найкращий фільм
- Кришталевий Сімург за найкращий оповідний короткометражний фільм
- Кришталевий Сімург за найкращі технічні або художні досягнення
- Кришталевий Сімург за найкращу акторські гру
- Кришталевий Сімург за найкращий сценарій
- Кришталевий Сімург за найкращу режисуру
- Кришталевий Сімург — Спеціальний приз журі

### Національні
- Кришталевий Сімург за найкращий фільм
- Кришталевий Сімург найкращому режисерові
- Кришталевий Сімург за найкращий сценарій
- Кришталевий Сімург найкращому акторові
- Кришталевий Сімург найкращій акторці
- Кришталевий Сімург найкращому акторові другого плану
- Кришталевий Сімург найкращій акторці другого плану
- Кришталевий Сімург за найкращий монтаж
- Кришталевий Сімург найкращому операторові
- Кришталевий Сімург найкращому композитору
- Кришталевий Сімург найкращому візажисту
- Кришталевий Сімург за найкращий саундтрек
- Кришталевий Сімург за найкращі звукові ефекти
- Кришталевий Сімург за найкращий звук
- Кришталевий Сімург за найкращі костюми та сценографію
- Кришталевий Сімург за спеціальні ефекти
- Кришталевий Сімург найкращому режисерові дебютного фільму
- Кришталевий Сімург за найкращий документальний фільм
- Кришталевий Сімург найкращому кінодокументалісту
- Кришталевий Сімург за найкращий короткометражний фільм
- Кришталевий Сімург за найкраще фото

### Інші нагороди
Загальні
- Золотий планшет
- Почесний диплом
- Золотий прапор

Окремі
- Приз аудиторії (глядацьких симпатій)
- Золотий банер
- Міжрелігійний приз
- Нагорода Аббаса Кіаростамі

## Конкурсна програма
- Конкурс азійського кіно
- Конкурс духовного кіно
- Міжнародний конкурс
- Міжнародний конкурс короткометражних фільмів
- Міжнародний конкурс документальних робіт
- Конкурс іранського кіно
- Конкурс іранських короткометражних фільмів
- Конкурс документальних робіт